# Брумалија
Брумалија (грч. Βρουμάλια) је празник светкован у част старогрчког бога Диониса, а трајао је од 24. новембра до зимске краткодневнице. Овим празником се обележавао завршни циклус производње вина, када је сок добивен гњечењем гроздова за време септембарске бербе ферментирао и био спреман да се сипа у посуде ради потрошње. Празник је пропраћен лумповањем и весељем, уз призивање Диониса.
У свом делу О месецима, Јован Лид сведочи о опстанку култа у 6. веку. Виноградари би принели Дионису на жртву козу, зато што се та животиња храни лишћем винове лозе и тиме је уништава.
Према 62. канону Трулског сабора из 692. г. поводом Брумалија и других паганских празника одлучено је следеће:
|  | Такорећи Календе, и Воте, и такозване Бру- малије, и оно што се првог дана месеца марта сазива, захтева се, да се то сасвим искорени из поштеног света; Према томе, они који би се потом од онога што је описано нечега латили,... |

Међутим, и поред тога, празник Брумалија је слављен чак и на самом царском двору.
Стефан, ђакон Аја Софије и аутор хагиографског списа Житије Стефана Новог, осудио је цара Константина V због узимања учешћа у овом празнику, назвавши га притом „пријатељем демона“ (грч. φιλοδαίμονα).